# Горний (Оренбурзький район)
Го́рний (рос. Горный) — селище у складі Оренбурзького району Оренбурзької області, Росія.

## Населення
Населення — 1094 особи (2010; 1116 у 2002).
Національний склад (станом на 2002 рік):
- росіяни — 77 %